# Campeonato Mundial de Ajedrez 2007
El Campeonato Mundial de Ajedrez 2007 fue un encuentro entre distintos retadores jugado mediante el sistema round robin a doble vuelta. El torneo se jugó en México, D. F., México. El primer juego empezó el 12 de septiembre de 2007. El último juego empezó el 30 de septiembre del mismo año. Viswanathan Anand ganó el torneo con 9 puntos, convirtiéndose en el campeón número 15.
El total de premios ascendió a 1.3 millones de dólares a repartir entre los 8 participantes. La media aritmética de Elo fue superior a los 2750 puntos lo que le otorgó la categoría XXI, la más alta hasta ese momento.

## Torneo para el Campeonato del Mundo
Cuatro jugadores invitados y los mejores ubicados en el Torneo de Candidatos participaron en este evento a doble vuelta con el Sistema de todos contra todos, siendo el mejor clasificado el nuevo Campeón Mundial de Ajedrez.
- Vladímir Krámnik: Campeón defensor.
- Viswanathan Anand: Segundo lugar en el Campeonato Mundial de Ajedrez 2005.
- Peter Svidler: Segundo lugar en el Campeonato Mundial de Ajedrez 2005.
- Aleksandr Morozévich: Cuarto lugar en el Campeonato Mundial de Ajedrez 2005.
- Péter Lékó: Clasificado vía el Torneo de Candidatos.
- Boris Gelfand: Clasificado vía el Torneo de Candidatos.
- Levon Aronian: Clasificado vía el Torneo de Candidatos.
- Aleksandr Grishchuk: Clasificado vía el Torneo de Candidatos.

| N.º | Jugador              | 1   | 2   | 3   | 4   | 5   | 6   | 7   | 8   | Total |
| --- | -------------------- | --- | --- | --- | --- | --- | --- | --- | --- | ----- |
| 1   | Viswanathan Anand    | - - | ½ ½ | ½ ½ | ½ ½ | 1 ½ | 1 ½ | ½ 1 | 1 ½ | 9     |
| 2   | Vladímir Krámnik     | ½ ½ | - - | ½ ½ | 1 ½ | ½ ½ | 1 0 | 1 ½ | ½ ½ | 8     |
| 3   | Borís Gélfand        | ½ ½ | ½ ½ | - - | ½ ½ | ½ ½ | 1 ½ | 1 1 | ½ 0 | 8     |
| 4   | Péter Lékó           | ½ ½ | ½ 0 | ½ ½ | - - | ½ ½ | 1 ½ | ½ 0 | 1 ½ | 7     |
| 5   | Peter Svidler        | ½ 0 | ½ ½ | ½ ½ | ½ ½ | - - | ½ 0 | ½ ½ | 1 ½ | 6½    |
| 6   | Aleksandr Morozévich | ½ 0 | 1 0 | ½ 0 | ½ 0 | 1 ½ | - - | ½ ½ | 1 0 | 6     |
| 7   | Levon Aronian        | 0 ½ | ½ 0 | 0 0 | 1 ½ | ½ ½ | ½ ½ | - - | 1 ½ | 6     |
| 8   | Aleksandr Grischuk   | ½ 0 | ½ ½ | 1 ½ | ½ 0 | ½ 0 | 1 0 | ½ 0 | - - | 5½    |